# Koji Fujikawa
Koji Fujikawa (født 7. oktober 1978) er en tidligere japansk fodboldspiller.
Han har spillet for flere forskellige klubber i sin karriere, herunder Sagan Tosu og Kataller Toyama.